# Alpheus deuteropus
Alpheus deuteropus är en kräftdjursart som beskrevs av Franz Martin Hilgendorf 1879. Alpheus deuteropus ingår i släktet Alpheus och familjen Alpheidae. Inga underarter finns listade i Catalogue of Life.